# Vollenhovia nitida
Vollenhovia nitida är en myrart som först beskrevs av Smith 1860.  Vollenhovia nitida ingår i släktet Vollenhovia och familjen myror. Inga underarter finns listade i Catalogue of Life.